# Christa von Szabó
Christa von Szabó (fl. XX secolo) è stata una pattinatrice artistica su ghiaccio austriaca.

## Carriera
Ha vinto la medaglia di bronzo al Campionato mondiale nel 1913 e nel 1914 pattinando insieme a Leo Horwitz.

## Palmarès
Con Leo Horwitz
| Internazionali       | Internazionali | Internazionali |
| Evento               | 1913           | 1914           |
| -------------------- | -------------- | -------------- |
| Campionati mondiali  | 3°             | 3°             |
| Nazionali            |                |                |
| Campionati austriaci | 2°             | 1°             |